# Andreea Bălan
Andreea Bălan (Ploieşti, Rumania, 23 de junio de 1984) es una cantante de música pop de Rumania. Llegó a la fama con el grupo Andrè, que estuvo activo entre 1998 y 2001. Apareció por primera vez en televisión en 1994, en el programa Ba Da, Ba Nu ("Que sí, que no"). Dos años más tarde era publicado su primer álbum como solista, Amețiți de fum.

## Biografía
Andreea Bǎlan nació el 23 de junio de 1984 en Ploieşti. Tras una infancia en la que destacó como buena alumna en la escuela, Bǎlan asistió a la escuela secundaria en Ploieşti, donde aprobó el examen de bachillerato con una calificación de 9. Comenzó a cantar a la edad de diez años, bajo la dirección de su padre, Săndel Bălan, quien compuso varias piezas y participó en una serie de espectáculos para niños de Ploieşti. En estos recitales, el cantante Mihai Constantinescu observó a la joven artista y la invitó a realizar una actuación en el programa infantil Ba Da, Ba Nu, transmitido por TVR1.
Posteriormente también participó en Feriți-vă de măgăruș, Abracadabra, Video Magazin y Tip top mini top. Durante este período participó en numerosos festivales para niños, ganando varios premios, siendo el más importante Festivalul Internațional Micul Prinț, con niños que asistieron de 16 países, en la que consiguió el premio Mica Printesa ("Pequeña princesa"), otorgado por el presidente rumano Emil Constantinescu. Hubo algunas negociaciones para formar un grupo con Simona Nae, pero los planes no se materializaron por desacuerdos entre los padres.
En 1997, la cantante participó en la Gala Nacional de Eurovisión con el sencillo "Un univers mai liniștit", pero su participación no es válido debido a criterios de edad que no se cumplen. Al año siguiente se convirtió en la primera niña en lanzar su primer álbum como disco compacto en Rumania. El álbum, titulado Amețiți de fum, contiene diez canciones compuestas por su padre y la danza orquestada por Cătălin Tîrcolea pero oficialmente no se lanzó por falta de fondos. Es considerada como una de las primeras artistas de música dance en Rumania, debido a composiciones como "Rezemat de gard", que se incluyeron en el álbum.

## Carrera profesional

### Andrè (1999-2001)
Durante uno de los programas en Ba Da, Ba Nu, Bǎlan conoció a Andreea Antonescu, una joven cantante de Galați, con quien acaba formando el grupo Andrè, aunque Alexandru Antonescu, se mostró reacio al principio. El proyecto André resultó ser un éxito a nivel nacional, con éxitos ocasionales, y fuera de Rumania, con un público formado, en su mayoría, por adolescentes. Las composiciones de su álbum debut, La întâlnire, fueron hechos sobre todo por Săndel Bălan, se incluye la canción "Un univers mai liniștit", aunque renombrada "Iluzii", interpretado anteriormente Andreea Bǎlan en el concurso de Eurovisión. El álbum fue lanzado en mayo de 1999 y resultó ser un éxito comercial, con más de 50.000 copias vendidas en septiembre de ese año. El grupo gozó de gran popularidad debido a al sencillo estilo musical y la música rítmica. Para promocionar el álbum, las jóvenes cantantes interpretaton los sencillos "La întâlnire", "Să ne distrăm" y "Nu mă uita" en varios programas de televisión, pero ninguna de las canciones tenían videoclips promocionales.

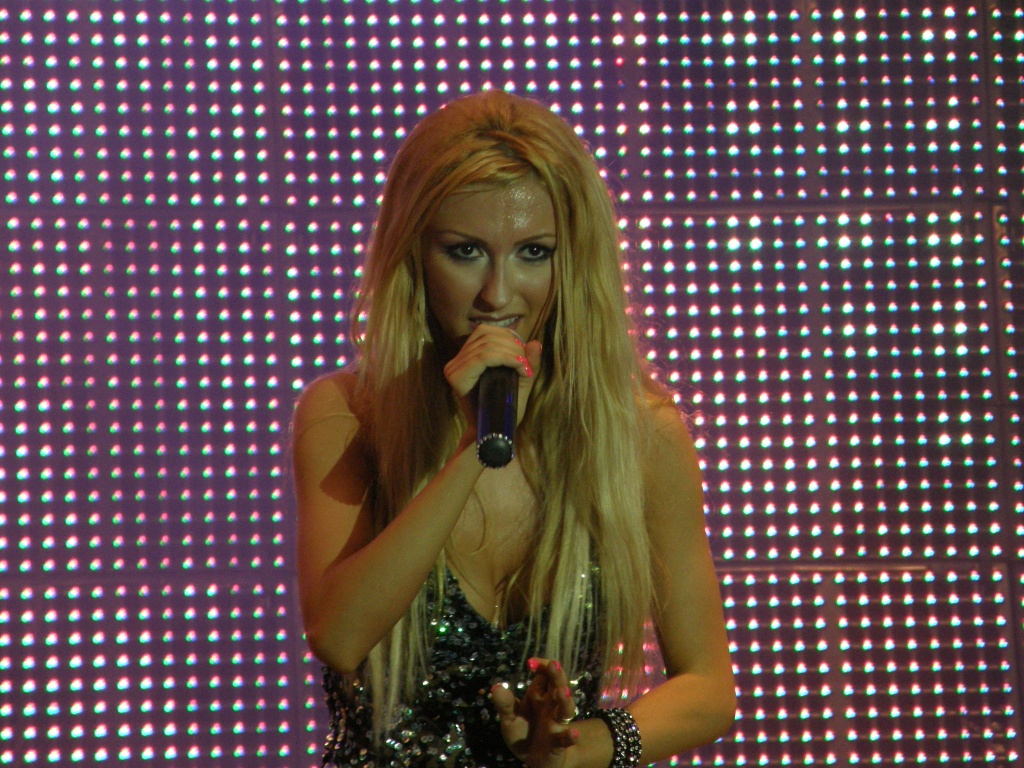
Andreea Bălan en una actuación.

En el verano de 1999 es la canción "Liberă la mare" la que proporcionó más éxito al grupo. La canción fue interpretada en varias ocasiones, incluso en el Festival de Mamaia, veterano festival de música que se celebra anualmente en Constanța, donde ganó el primer premio. A finales de ese año lanzaron el álbum Noapte de vis ("Noche de paz") y presentaron el sencillo "Noapte de vis (Moșule, ce tânăr ești)" a través de su videoclip promocional. El sencillo "Noapte de vis" fue incluido entre las 16 mejores canciones del ranking "Top 20 de los 90", organizada por Kiss FM y la revista Click, basado en la votación del público.

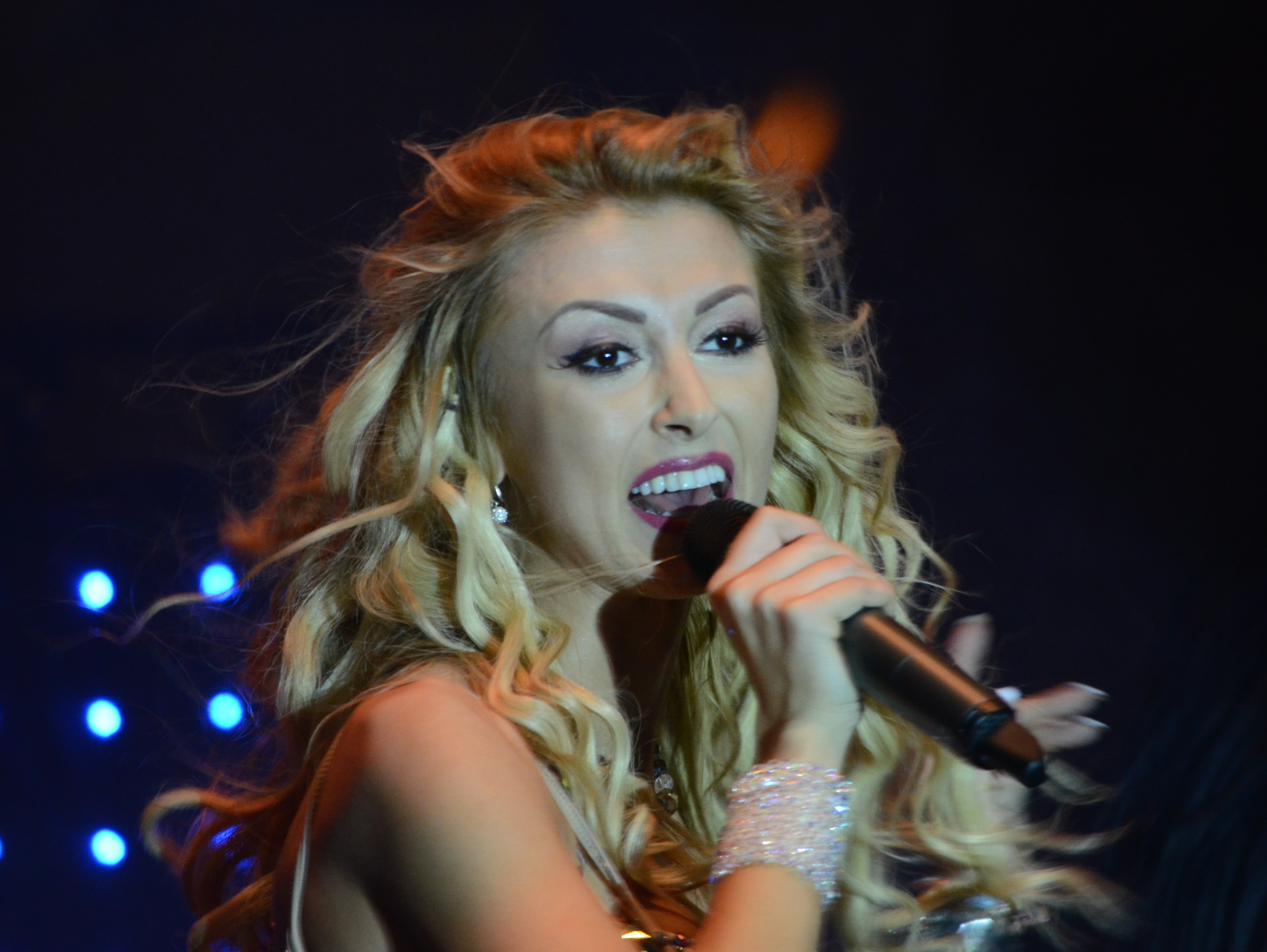
Antes de alcanzar el éxito como solista Andreea Bălan formó parte del dúo André.

El tercer álbum de estudio, Prima iubire (2000) consiguió extraer los sencillos "Prima iubire" y "Lasă-mă papa la mare", que entraron en el top 20 en Rumania. "Lasă-mă papa la mare" fue nombrado el número 19 de la clasificación "Top 20 de los 90", organizada por Kiss FM y la revista Click, basado en la votación del público. En ese mismo año lanzaron su cuarto álbum, Am să-mi fac de cap, del que se extrajeron dos sencillos: "Am să-mi fac de cap" y "Flori de tei", ambos con su videoclip y el de "Flori de tei" fue, en ese momento, el vídeo más caro de la historia de la música en Rumania, con un presupuesto de 12.000 dólares.
A principios de 2001 la revista Bravo premió a André con la distinción de "Mejor banda de adolescentes" y se las conoce en Rumania como las "princesas rumanas del dance", pero se separaron poco después debido a malentendidos. Bălan continuó su carrera formando un dúo con Alina Sorescu. A pesar de que ya habían aparecido varias veces en televisión, el proyecto fracasó antes de lanzar su primer álbum o un videoclip, después de sólo seis meses. Al mismo tiempo, se lanzó al mercado Andrè - Best Of, un disco recopilatorio de grandes éxitos de la ya extinta banda.
La banda se reunió después de la muerte del padre de Andreea Antonescu, para grabar un último álbum a dúo, O noapte și-o zi, y un sencillo homónimo. Pese a los rumores, la banda decidió no continuar el proyecto, especialmente Bălan, quien negó que hubiera alguna posibilidad de reconciliación profesional entre los dos. El éxito de este grupo es considerado como el más grande en la historia de la música rumana.
A lo largo de su carrera con Antonescu con la banda André, ambas fueron muy criticadas por promover una imagen y estilo de la moda provocativos. Los dos tuvieron una gran influencia en la moda de las jóvenes, los zapatos con plataforma y derivados, las minifaldas y los grandes escotes. Esta moda ha sido fuertemente criticado por su vulgaridad. El grupo estaba constantemente expuesto al escándalo en la prensa, que publicó los rumores de su poco entendimiento, sus estados financieros y los vinculó con la lucha tras bambalinas de las dos jóvenes, quienes sostienen que los conflictos han surgido, de hecho, a causa de estos artículos.

### Carrera en solitario

#### Debut conAșa sunt euyAndreea B(2002 - 2007)

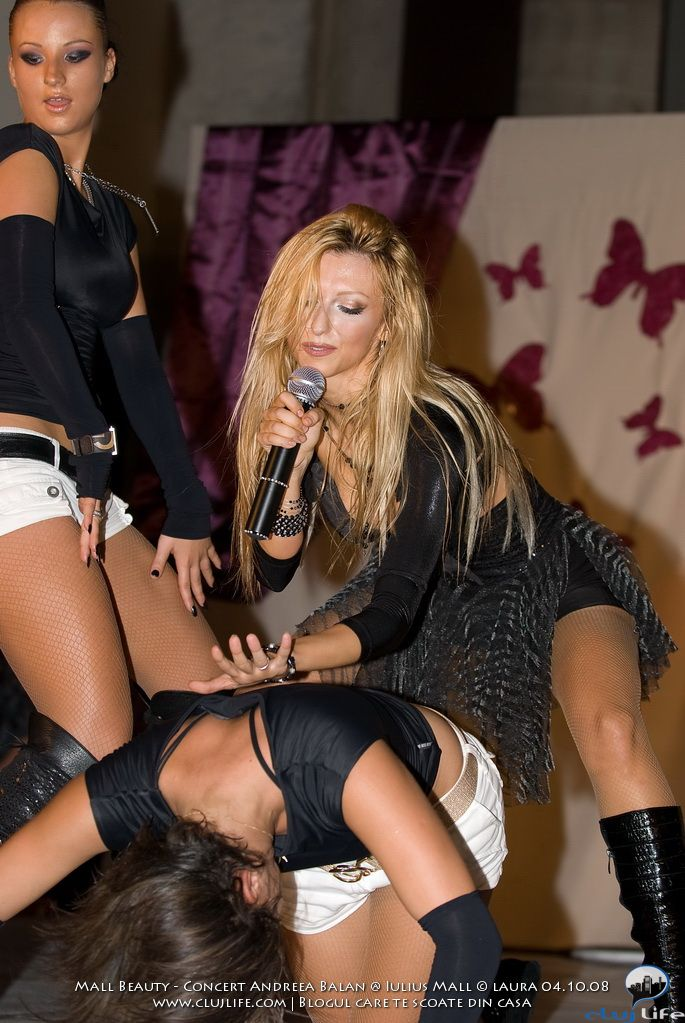
Andreea Bălan durante un concierto en 2008 en Cluj.

Su primer álbum como solista, Te joci cu mine, fue lanzado comercialmente el 23 de junio de 2002 mediante el sello Cat Music y distribuido por Media Services. El álbum contiene el sencillo que da título al álbum, "Te joci cu mine", originalmente compuesto por André. La canción entró en la lista Romanian Top 100, pero no se extrajeron más sencillos del álbum. Entre junio y septiembre de ese año, Te joci cu mine había distribuido más de 30.000 copias en Rumania.
Al éxito del álbum debut le siguió un segundo lanzamiento en septiembre, Liberă din nou. Del 22 de diciembre de 2002 al 22 de enero de 2003 dio un tour de 14 conciertos en los Estados Unidos. Del álbum se extrajeron los sencillos "Liberă din nou" y "Plâng de dor". El 1 de marzo de ese año fue filmado el videoclip del sencillo "Plâng de dor" que estaría disponible como maxi-single. En verano de 2003 se lanzó la canción "Nopți de vară" que se incluye en el álbum remake de Liberă din nou. Aunque no tuvo un gran éxito en la radio, recibió el primer lugar en la votación de los espectadores del Festival de Mamaia. Al mismo tiempo, Bălan comenzó una colaboración con la banda News, un grupo de 12 instrumentistas con los que había comenzando una gira nacional, pero que pronto dejó de funcionar debido a problemas financieros y de organización.
Su tercer álbum de estudio en solitario fue Așa sunt eu, lanzado en 2004, con influencias de letras más maduras y de música rock. Logró una buena aceptación y se lanzaron cinco sencillos, de los cuales, tres entraron en el top 40 de Romanian Top 100. La cantante dijo que estaba muy satisfecha con el resultado y las canciones están inspiradas en su vida, desde temas como la fama, la vida frente a la cámara hasta el fracaso en el amor, cuando se considera que ha madurado artísticamente. Los sencillos promocionales del álbum fueron "Aparențe" (2004), "Oops, eroare" (2004), "Evadez" (2005), "Invidia" (2005) y "O străină" (2005), convirtiéndose en uno de los pocos artistas rumanos con cinco sencillos extraídos de un solo álbum. También en 2005 recibió un trofeo de MTV por el mejor sitio web.
Andreea B fue el cuarto álbum de estudio de la solista de Ploiești y lanzó dos sencillos: "Nu știu să fiu numai pentru tine" (con el rapero Keo), nominado a "Mejor éxito - colaboración" en los Romanian Top Hits, y "Prinde-mă, aprinde-mă" canción del año en la gala de los premios gay 2007. "Prinde-mă, aprinde-mă" fue el video más visto de la artista en YouTube con más de 2,8 millones de visitas.

#### Dansez pentru tiney vuelta a la música dance (2008 - presente)

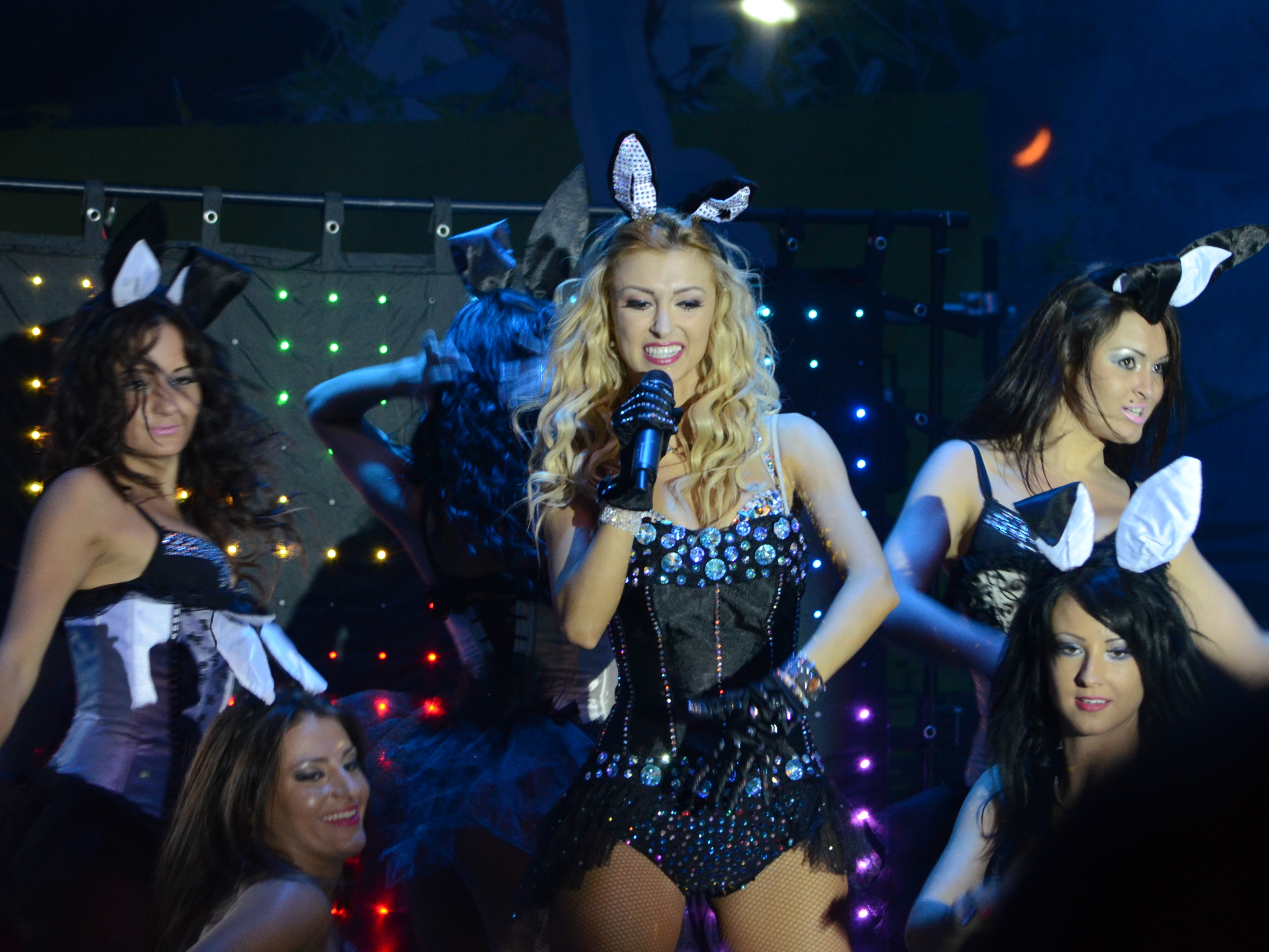
Andreea Bălan, en el centro, durante la Mix Music Evolution 2012 en Bucarest.

Bălan fue una de las participantes en la tercera temporada del concurso de baile Dansez pentru tine, emitido por Pro TV en primavera de 2007. Durante la evolución del show la artista recibió el aplauso unánime del público y el jurado, finalizando en tercera posición. El equipo participó en el "Liga învingătorilor", una temporada especialmente dedicada a los mejores de la historia de la competición, que tuvo lugar en primavera de 2008, donde Andreea Bălan ganó el primer puesto. Tras su aparición en Dansez pentru tine, la carrera de la excantante de André había experimentado un importante ascenso.
Entre las dos ediciones del programa fue seleccionada para participar en la versión internacional de Dansez pentru tine, llamado Dancing Around the World. Este programa de televisión se realizó en México y participó con Petrișor Rudge, su socio durante Dansez pentru tine. La pareja rumana fue clasificada en segunda plaza y gozó de gran popularidad entre el público mexicano, por lo que recibió un contrato de EMI Music para grabar un álbum. Bălan fue una de los artistas de mayor volumen de ventas en Rumania, en términos de conciertos en 2008 y 2009, y sendos años están en el top 3.
El 28 de junio de 2009, un nuevo sencillo, "God", fue lanzado exclusivamente en Kiss FM Rumania. Al año siguiente lanzó "Trippin'", uno de los sencillos más exitosos de la carrera musical en solitario de Andreea Bălan. El exótico videoclip fue grabado en la isla griega de Corfú y se convirtió en un éxito en YouTube con cuatro millones de visitas. Además, fue su primer éxito en el top 40 de Romanian Top 100 en cinco años. El éxito de la cantante con "Trippin'" fue inmediato y tocó la canción en varios eventos, incluyendo la final de Miss Universo 2010 Rumania y la novena edición de los Premios de la Música de Rumania. El 1 de febrero de 2011, Andreea Bălan lanzó un EP digital de "Trippin'" en Estados Unidos.
El 8 de junio de 2011, lanzó "Loving", en colaboración con Andra, Connect-R y Puya.